# Piłka nożna w Hiszpanii

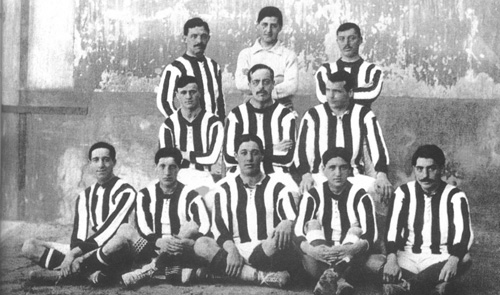
Atlético Madryt w 1911 roku.

Piłka nożna (hiszp. Fútbol ˈfuð.βol, wymowaⓘ) jest najpopularniejszym sportem w Hiszpanii. Jej głównym organizatorem na terenie Hiszpanii pozostaje Real Federación Española de Fútbol.
Piłkarska reprezentacja Hiszpanii jedynie raz zdobyła mistrzostwo świata (2010). Ponadto zdobyła 4 mistrzostwa Europy (1964, 2008, 2012, 2024) i 1 złoty medal olimpijski (1992).
Najwyższa hiszpańska liga krajowa, Primera División (zwana również La Liga), jest jedną z najpopularniejszych profesjonalnych lig sportowych na świecie. Hiszpańskie drużyny klubowe są w czołówce pod względem liczby zdobytych międzynarodowych trofeów, z 69 oficjalnymi tytułami (18 Pucharów Europy/Ligi Mistrzów, 13 Pucharów UEFA/Ligi Europy, 7 Pucharów Zdobywców Pucharów, 5 Pucharów Intertoto, 15 Superpucharów UEFA, 4 Puchary Interkontynentalne i 7 Klubowych Mistrzostw Świata FIFA), które sprawiają, że Hiszpania jest najbardziej utytułowanym krajem w Europie. Dane z badania potwierdziły powszechne wrażenie, że większość Hiszpanów to kibice Realu Madryt (32,4%) lub FC Barcelona (24,7%), a inne drużyny mają mniej kibiców w całym kraju, jak Atlético Madryt (16,1%), Valencia CF (3,5%), Athletic Bilbao (3,3%) lub Sevilla FC (3,2%).

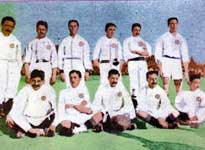
Real Madryt w 1907 roku.

Hiszpańscy menedżerowie odnoszą największe sukcesy w europejskiej piłce nożnej, zwłaszcza w rozgrywkach takich jak Liga Mistrzów. Wśród trenerów, którzy zdobyli łącznię 10 tytułów, są José Villalonga (2), Miguel Muñoz (2), Vicente del Bosque (2), Rafael Benítez, Pep Guardiola (2) i Luis Enrique. Najwięcej graczy zdobyło upragnioną nagrodę Ballon d’Or, grając w La Lidze.

## Historia

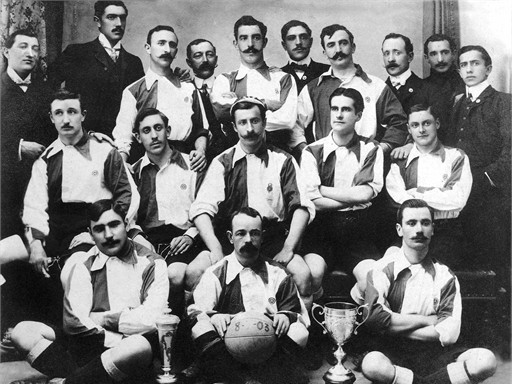
Athletic Bilbao wygrał pierwszy Puchar Hiszpanii (1903)

Pod koniec XIX wieku piłka nożna trafiła do Hiszpanii dzięki staraniom brytyjskich imigrantów, którzy przybyli do portów marynarzy i hiszpańskich studentów studiujących w Wielkiej Brytanii. Pierwszymi klubami piłkarskimi w Hiszpanii były Recreativo Huelva i Sevilla FC; Gimnàstic z Tarragony twierdzący, że jest najstarszym hiszpańskim klubem, choć powstał w 1886 roku, dopiero w 1914 roku organizował drużynę piłkarską. Pierwszy oficjalny mecz w Hiszpanii odbył się 8 marca 1890 roku na torze wyścigowym Tablada pomiędzy Sevillą i Recreativo: w obu drużynach było dwóch Hiszpanów i dziewięciu Brytyjczyków, a Sevilla wygrała 2:0. W 1898 roku brytyjscy dokerzy i górnicy oraz baskijscy studenci brytyjskich uniwersytetów założyli Bilbao Club, który stał się głównym klubem Kraju Basków; i to pod wpływem Brytyjczyków drużyny zostały oficjalnie nazwane „klubem rekreacji” lub „klubem atletycznym”.
W 1903 po raz pierwszy organizowano rozgrywki o Puchar Hiszpanii, znany również jako Puchar Króla (hiszp. Copa del Rey).

## Format rozgrywek ligowych
W obowiązującym systemie ligowym cztery najwyższe klasy rozgrywkowe są ogólnokrajowe (Primera División, Segunda División, Segunda División B, Tercera División). Dopiero na piątym poziomie pojawiają się grupy regionalne.

## Puchary
Rozgrywki pucharowe rozgrywane w Hiszpanii to:
- Puchar Króla
- Superpuchar Hiszpanii – mecz między mistrzem kraju i zdobywcą Pucharu